# Alois Pokorný (lékař)
Alois Pokorný (8. března 1917, Třebíč – 9. července 1988, Třebíč) byl český lékař.

## Biografie
Alois Pokorný se narodil v roce 1917 v Třebíči. V roce 1936 odmaturoval na třebíčském gymnáziu a následně nastoupil na Lékařskou fakultu Masarykovy univerzity v Brně. Během uzavření vysokých škol za druhé světové války pracoval jako laborant tehdejší Baťovy továrny v Borovině v Třebíči, po skončení války se do školy vrátil a promoval v roce 1946. Mezi roky 1946 a 1948 studoval antropologii a biologii na Masarykově univerzitě. Pracoval v Okresním ústavu národního zdraví v Třebíči, kde byl primářem a později i lékařským ředitelem. Věnoval se primárně poetoterapii, toxikologii a hypnóze. Přispíval do sborníku Přírodovědeckého klubu v Třebíči, kde se věnoval toxikomanii nebo jedovatým houbám.